# Newstead Abbey

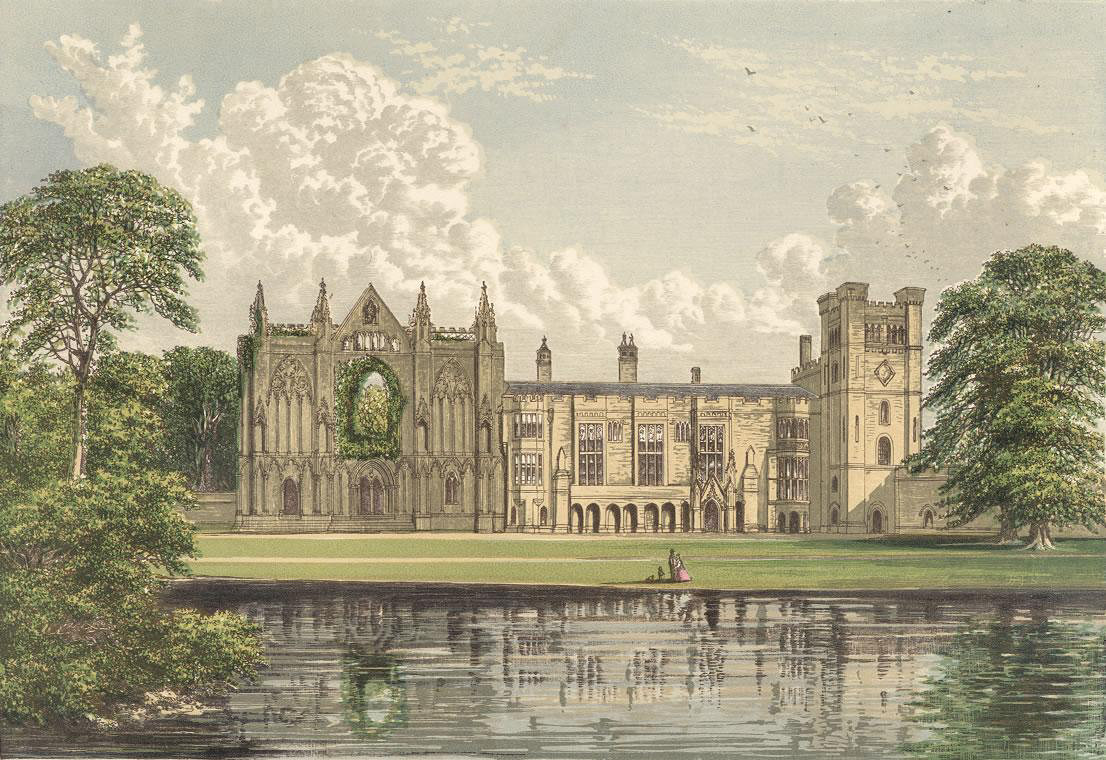
Newstead Abbey w 1880

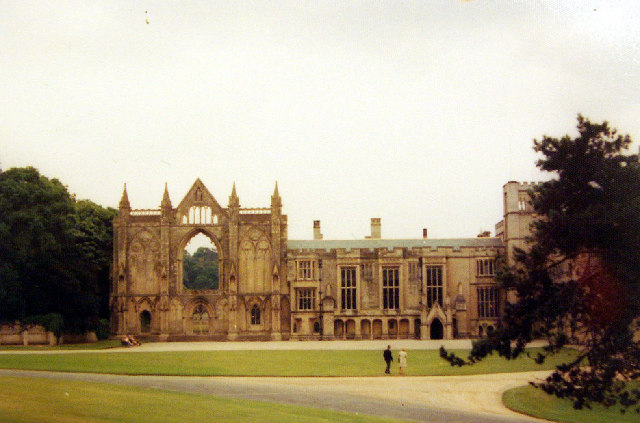
Newstead Abbey w 1975

Newstead Abbey – opactwo położone niedaleko Nottingham w Anglii, początkowo należało do Augustian, najbardziej jednak znane jako dom rodzinny Lorda Byrona.
Opactwo to zostało założone w XII wieku przez króla Henryka II w ramach pokuty za morderstwo Tomasza Becketa. W XVI wieku zostało przemianowane w prywatną posiadłość, którą kupił Sir John Byron w 1540 roku.
Na terenie posiadłości znajdują się ogrody i park o łącznej powierzchni 300 akrów.
Dzisiaj Newstead Abbey jest własnością publiczną, mieści się tam muzeum, w którym wystawione są rzeczy związane z Byronem.